# Port lotniczy Faizabad
Port lotniczy Ayodhya (ICAO: VI25) – port lotniczy położony w Ayodhya, w stanie Uttar Pradesh, w Indiach.